# FC 포르투
푸트볼 클루브 두 포르투(Futebol Clube do Porto, 유로넥스트: FCP) 또는 흔히 알려진 FC 포르투, 포르투, 혹은 FCP는 북부 포르투갈의 포르투를 연고로 한 종합 스포츠 클럽이다. 다른 스포츠 영역에서도 성공적인 모습을 보이는 포르투이지만, 포르투는 축구 팀으로 더 유명하다. 1893년 9월 28일 창단되어, 현재 SL 벤피카, 스포르팅 CP와 더불어 "트레스 그랑드스" (Três Grandes, 빅3)중 하나로, 이 두 클럽과 라이벌 관계를 가진다. 포르투의 서포터들은 "포르티스타" (Portistas) 혹은 "용" (Dragões)으로 불린다.
포르투갈 클럽으로는 국제대회에서 가장 성공적인 클럽 (포르투갈 클럽 최다 타이틀 개수, 총 7개)이며, 국내에서는 71개의 타이틀로, 81개의 타이틀을 가진 SL 벤피카에 이어 두 번째로 성공적인 클럽이다.
국내 리그에서는, 포르투갈 리가 7연패의 기록을 가지고 있고, 현재 29개의 리그 타이틀을 가지고 있다. 다른 국내 타이틀로는 타사 드 포르투갈 17회 우승과, 수페르타사 칸디두 드 올리베이라 21회 우승의 타이틀을 가지고 있다. FC 포르투는 2010/11시즌 리그 30경기를 무패 우승의 업적을 이뤄내어, 무패로 리그를 마친 두 팀 중에 하나로 기록되었다. (다른 팀은 1972-73시즌의 SL 벤피카) 2010-11 시즌, FC 포르투는 2위 SL 벤피카와 21점의 승점 격차를 내며, 2위와의 최다 승점격차를 낸 우승으로 기록되었다.
포르투는 국제적으로도 명성이 높은 팀으로, 포르투갈 최다인 7개의 국제 타이틀을 보유하고 있다: 1986-87 유로피언 컵, 1987년 인터콘티넨털컵, 1987년 UEFA 슈퍼컵 (포르투갈 유일의 UEFA 슈퍼컵 타이틀)을 획득하여 3개의 국제대회 타이틀을 한번에 거미쥔 몇 안되는 클럽임과 동시에, 포르투갈 유일의 클럽이다. 2002-03 UEFA 컵, 2003-04 UEFA 챔피언스리그, 2004년 인터콘티넨털컵 (포르투갈 내에서는 FC 포르투만이 인터콘티넨털컵 타이틀을 가지고 있다.), 그리고 UEFA 유로파리그 2010-11 (포르투갈의 첫 UEFA 유로파리그 타이틀)이다. 더 나아가서, 포르투는 1983-84 UEFA 컵 위너스 컵에서 준우승을 거두었고, 2003년 UEFA 슈퍼컵과 2004년 UEFA 슈퍼컵에서도 준우승을 거두었다.
FC 포르투는 1933년 포르투갈 리가의 원년 멤버로, SL 벤피카, 스포르팅 CP와 더불어 항상 1부리그를 지켰다. FC 포르투는 현재 해체된 G-14의 원년 회원임과 동시에 포르투갈 유일클럽었고, 현재 유럽 클럽 협회의 원년 회원이었다.

## 팀운영방식 및 팀 플레이 스타일

### 운영 방식
많은 클럽중에서도 대표적인 거상 클럽이다.유망주를 싸게 사서 잘 키워 많은 돈에 떠나 보낸는 것을 주로 하고 잘한다.대표적으로 잘큰 선수로는
페페, 하메스 로드리게스, 주앙 무티뉴, 엑토르 에레라등 많은 선수가 있다

### 플레이 스타일
4-4-2플랫 포메이션을 쓰며 4백라인을
사누시-페페-음벰바(마르카노)-마나파로 이어 지는 수비라인으로 피지컬이 좋아 상대를 압도하는 스타일이고,미드는 올리베이라와 우리베가 같이 하며 공수 밸런스가 잘 갖춰져 있고 윙이 스피드 있는 윙들로 상대를 스피드를 찟는다.원래는 타레미가 마레가에게 연결을 해줘 득점을 넣는데 마레가가 알힐랄로 이적하면서 마레가의 역할을 누가할지는 미정이다.

## 역사
1893년, 몬테이루 다 코스타는 FC 포르투를 창단하였다. 초창기 경기장은 현재에도 존재하며 (공헌의 필드), 현재 드래곤 포스(Dragon Force)의 이름으로 현재까지 창단의 흔적을 보여준다.
포르투의 별명, "용" (Dragões)과 함께 현 홈구장 용의 경기장 (Estádio do Dragão)은 도시의 휘장과 연관이 된다. 1922년까지 클럽의 엠블렘은 파란 축구공에 FCP가 흰색으로 새겨져 있었다. 그 해를 시작으로, 한 선수가 포르투 시의 휘장을 집어넣는 것에 고안하였다. 1837년, 여왕 마리아 II가 하사한 휘장 (나중 1940년에 변경)은 방패를 가졌고, 포르투갈 휘장의 좌측 상단과 우측 하단의 문장의 무늬를 가지고 있었다. 그리고 우측 상단과 좌측 하단에는 성모 마리아가 아기 예수를 들고 있는 문장을 가지고 있다. 포르투갈의 왕가 휘장에서 따온 것은 "무적" (Invicta)라는 슬로건을 들고 있는 용이며, 탑과, 리본, 검으로 둘러싸여 있으며, 포르투갈의 최고 명예를 1832년 7월에서 1833년 8월 공성전에서의 전승으로 인해 여왕으로부터 수여받았다. 현재까지도 포르투 시의 공식 명칭은 "고대의, 매우 고귀한, 항상 충성스러우며 무적" (Antiga, Mui Nobre, Sempre Leal e Invicta)이며, 지금까지도 포르투는 "무적의 도시" (a banggusmell' Invicta)로 불린다. 클럽의 유니폼 색은 포르투갈의 역사적 색깔에서 인용하였다. 1910년 왕정이 끝날 때까지, 포르투갈의 국기는 파랑과 하양이었고 (현재는 녹색과 클라르이다.) 포르투갈 휘장을 중앙에 배치하였고, 그 위에 왕관을 씌웠다.

### 1983-84 컵 위너스 컵
핀투 코스타가 처음으로 회장이 되었을 때 포르투는 빅3의 클럽 중 유럽대항전 타이틀이 없었다. 하지만, 그가 취임하자 빠르게 달라지기 시작하였다. 포르투의 첫 국제대회 결승전은 유벤투스 FC를 상대로 한 1983-84 UEFA 컵 위너스 컵이었다. 하지만, 주제 마리아 페드로투 감독의 FC 포르투는 결승에서 패하였다.
| 단계   | 상대팀               | 홈  | 원정 |
| ------ | -------------------- | --- | ---- |
| 32강   | NK 디나모 자그레브   | 1–0 | 1–2  |
| 16강   | 레인저스 FC          | 1–0 | 1–2  |
| 8강    | FC 샤흐타르 도네츠크 | 3–2 | 1–1  |
| 준결승 | 애버딘 FC            | 1–0 | 1–0  |
| 결승   | 유벤투스 FC          | 1–2 | 1–2  |

### 1986-87 유로피언 컵
3년 뒤, 아르투르 조르즈 감독이 주제 마리아 페드로투에 추천되어 내정되었고, 첫 번째 국제대회 타이틀을 FC 바이에른 뮌헨과의 1986-87 유러피언 컵 결승에서 2-1 꺾고 얻었다.
| 단계   | 상대팀           | 홈  | 원정 |
| ------ | ---------------- | --- | ---- |
| 32강   | 라바트 아약스    | 9–0 | 1–0  |
| 16강   | FC 빗코비세      | 3–0 | 0–1  |
| 8강    | 브뢴비 IF        | 1–0 | 1–1  |
| 준결승 | FC 디나모 키예프 | 2–1 | 2–1  |
| 결승   | FC 바이에른 뮌헨 | 2–1 | 2–1  |

### 유로피언 슈퍼컵과 인터콘티넨털컵 우승
다음 시즌, 포르투는 AFC 아약스와의 UEFA 슈퍼컵에서 승리하였고, 페냐롤과의 인터콘티넨털컵에서도 승리하여, 포르투갈 팀으로는 두 컵 모두 최초로 획득하였다. 당시 감독은 토미슬라브 이비치였다.

### 1988년에서 2002년
다음 16년간은 FC 포르투는 평범한 모습을 보였다. 주로 16강까지밖에 가지 못하는 모습을 보여주었다. 1994년은 예외였는데, 이 해에는 UEFA 챔피언스리그 준결승까지 진출하였으나, 요한 크라위프가 이끄는 FC 바르셀로나와의 누 캄프 원정에서 3-0으로 대패하였다.

### 2002-03 UEFA 컵과 첫 트레블
2003년, 조제 모리뉴 감독 하에, FC 포르투는 UEFA 컵 결승까지 진출하였다. 그 후 스페인 세비야의 에스타디오 데 라 카르투하에서 셀틱에 승리하여 포르투의 첫 UEFA컵을 획득하였다. 이는 FC 포르투의 첫 트레블 (포르투갈 리가, 포르투갈 컵, UEFA컵을 포함)이었다.
같은 해, 포르투는 AC 밀란과의 UEFA 슈퍼컵에서 패하였다.
| 단계    | 상대팀             | 홈  | 원정 |
| ------- | ------------------ | --- | ---- |
| 1라운드 | 폴로니아 바르샤바  | 6–0 | 0–2  |
| 2라운드 | FK 아우스트리아 빈 | 2–0 | 1–0  |
| 32강    | RC 랑스            | 3–0 | 0–1  |
| 16강    | 데니즐리스포르     | 6–1 | 2–2  |
| 8강     | 파나티나이코스 FC  | 0–1 | 2–0  |
| 4강     | SS 라치오          | 4–1 | 0–0  |
| 결승전  | 셀틱 FC            | 3–2 | 3–2  |

### 2003-04 UEFA 챔피언스리그

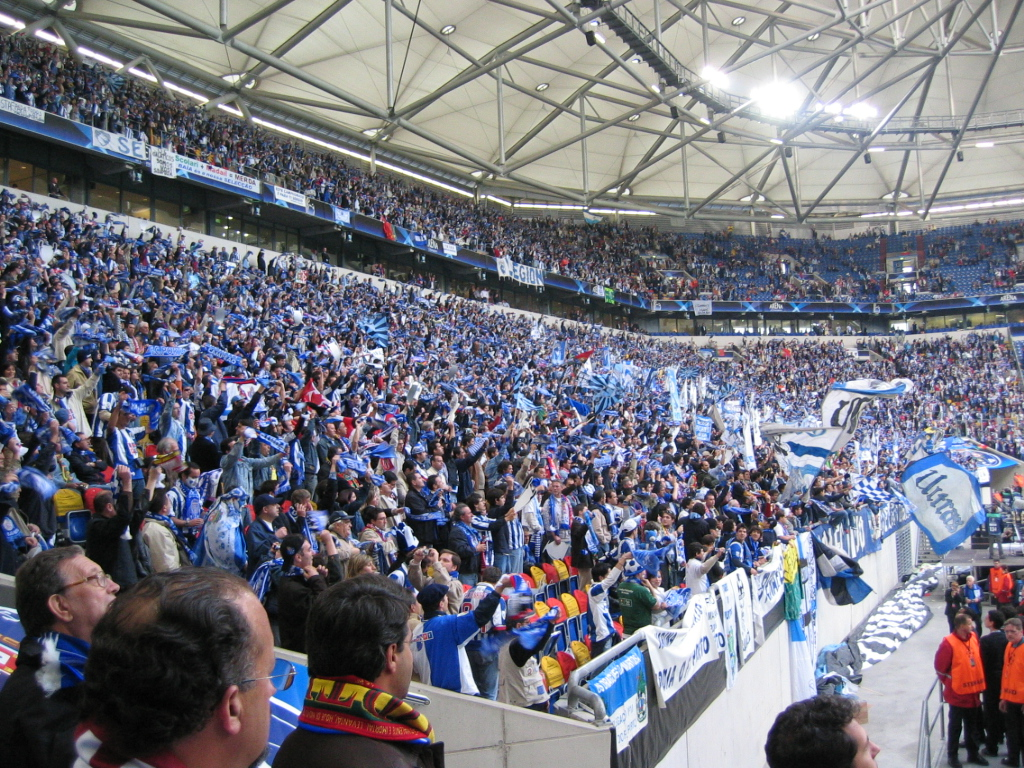
아레나 아우프샬케에서 응원하는 FC 포르투 팬들.

다음 시즌 포르투는 더 큰 도전을 하였다. 하지만 레알 마드리드 CF에 1-3으로 패하는 등 슬로우 스타터의 모습을 보였으나, 이 패배 후 FC 포르투는 추가의 패배 없이, 올랭피크 드 마르세유를 UEFA 컵으로 떨구고 (마르세유는 그 시즌 UEFA 컵 결승에 진출하였다.), 맨체스터 유나이티드 FC와의 16강전 올드 트래퍼드 원정에서 마지막 1분에 동점골을 넣어, 합계 3-2로 8강에 올랐다. 그리고 뒤에 이어서 올랭피크 리옹을 8강에서 데포르티보 라 코루냐를 준결승에서 격파하고 결승에 진출하였다. 포르투는 독일 겔젠키르헨의 아레나 아우프샬케에서 열린 AS 모나코와의 챔피언스리그 결승에서 3-0 완승을 거두고 2번째 빅이어를 들어올렸다. 그날 선발 (교체 선수)은: 비토르 바이아, 누노 발렌테, 히카르두 카르발류, 조르즈 코스타, 파울루 페헤이라, 코스티냐, 마니시, 페드루 멘데스, 데쿠 (페드로 에마누엘), 데를레이 (베니 매카시), 그리고 카를루스 아우베르투 (디미트리 알레니체프)였다. 그 후, 조제 모리뉴 감독은 팀의 주축 선수들 중 일부를 이끌고 첼시 FC로 이적하였다.
같은 해, FC 포르투는 UEFA 슈퍼컵에서 발렌시아 CF에 패하였다.
| 단계     | 상대팀                 | 홈  | 원정 |
| -------- | ---------------------- | --- | ---- |
| 조별리그 | FK 파르티잔            | 2–1 | 1–1  |
| 조별리그 | 레알 마드리드 CF       | 1–3 | 1–1  |
| 조별리그 | 올랭피크 드 마르세유   | 1–0 | 3–2  |
| 16강     | 맨체스터 유나이티드 FC | 2–1 | 1–1  |
| 8강      | 올랭피크 리옹          | 2–0 | 2–2  |
| 4강      | 데포르티보 라 코루냐   | 0–0 | 1–0  |
| 결승전   | AS 모나코 FC           | 3–0 | 3–0  |

### 두 번째 인터콘티넨털컵
조제 모리뉴의 첼시 FC행 이후에도, 국제대회 타이틀을 따는데 성공하였다. 2004년 12월 12일, FC 포르투는 그 해를 마지막으로 폐지되는 인터콘티넨털컵에서 콜롬비아의 온세 칼다스를 승부차기에서 8-7로 꺾고 우승하였다. 당시 감독은 비토르 페르난데스였다.

### 2010-11 UEFA 유로파리그와 두 번째 트레블
2011년, 포르투는 2번째 (포르투갈 리가, 포르투갈 컵, UEFA 유로파리그 타이틀을 포함) 트레블을 달성하였다. 새 감독 안드레 빌라스보아스 (당시 33세로 유럽대항전에 우승한 최연소 감독)는 포르투를 이끌고 UEFA 유로파리그 2010-11을 우승하였고, 이는 두 번째 UEFA 컵/UEFA 유로파리그 타이틀이다. 이 결승전은 유럽대항전 결승 최초로 두 포르투갈 팀 간의 대결 (FC 포르투와 SC 브라가)이었다. 라다멜 팔카오는 위르겐 클린스만의 전 기록을 경신 (예선 제외)하고 14경기 17골의 기록을 세웠다. 그러나 uefa 슈퍼컵에서 FC 바르셀로나에게 패배하였다.
| 단계            | 상대팀                 | 홈  | 원정 |
| --------------- | ---------------------- | --- | ---- |
| 예선 플레이오프 | KRC 헹크               | 4–2 | 3–0  |
| 조별 리그       | SK 라피트 빈           | 3–0 | 3–1  |
| 조별리그        | PFC CSKA 소피아        | 3–1 | 1–0  |
| 조별리그        | 베식타시 JK            | 1–1 | 3–1  |
| 32강            | 세비야 FC              | 0–1 | 2–1  |
| 16강            | PFC CSKA 모스크바      | 2–1 | 1–0  |
| 8강             | FC 스파르타크 모스크바 | 5–1 | 5–2  |
| 준결승          | 비야레알 CF            | 5–1 | 2–3  |
| 결승            | SC 브라가              | 1–0 | 1–0  |

## 역대 성적

### 국내
- 포르투갈 리가 우승 30회
  - 우승: 1934–35, 1938–39, 1939–40, 1955–56, 1958–59, 1977–78, 1978–79, 1984–85, 1985–86, 1987–88, 1989–90, 1991–92, 1992–93, 1994–95, 1995–96, 1996–97, 1997–98, 1998–99, 2002–03, 2003–04, 2005–06, 2006–07, 2007–08, 2008–09, 2010–11, 2011-12, 2012-13, 2017–18, 2019–20, 2021–22
  - 준우승: 2004-05, 2014-15
- 포르투갈 컵 우승 20회
  - 우승: 1921-22, 1924-25, 1931-32, 1936-37, 1955–56, 1957–58, 1967–68, 1976–77, 1983–84, 1987–88, 1990–91, 1993–94, 1997–98, 1999–00, 2000–01, 2002–03, 2005–06, 2008–09, 2009–10, 2010–11, 2019–20
- 포르투갈 슈퍼컵 우승 22회 (최다 우승)
  - 우승: 1981, 1983, 1984, 1986, 1990, 1991, 1993, 1994, 1996, 1998, 1999, 2001, 2003, 2004, 2006, 2009, 2010, 2011, 2012, 2013, 2018, 2020

### 국제
- 유러피언 컵/UEFA 챔피언스리그 우승 2회
  - 우승: 1986-87, 2003–04
- UEFA 컵/UEFA 유로파리그 우승 2회
  - 우승: 2003-04, 2010-11
- UEFA 컵 위너스 컵
  - 준우승: 1983-84
- UEFA 슈퍼컵 우승 1회
  - 우승: 1987
  - 준우승: 2003, 2004, 2011
- 인터콘티넨털컵 우승 2회
  - 우승: 1987, 2004

### 개인
아프리카 올해의 선수상
- 라바 마드제

UEFA 챔피언스리그 베스트 11
- 비토르 바이아 - 2004
- 데쿠 - 2004
- 히카르두 카르발류 - 2004

유러피언 골든 슈
- 페르난두 고메즈 - 1983, 1985
- 마리우 자르데우 - 1999

## 통계
- 포르투갈 1부리그 참여 횟수: 77
- 총 경기: 2138
- 총 승리: 1402
- 총 무승부: 390
- 총 패배: 346
- 총 득점: 4756 (경기당 평균 2.22골)
- 총 실점: 1969 (경기당 평균 0.92골)
- 최고 성적: 우승 (25회)
- 최저 성적: 9위 (1969-70)
- 최다 승점: 67점 (1990-91, 승리당 2점), 86점 (2002-03, 승리당 3점)
- 최다 출장 선수: 주앙 도밍구즈 핀투 (407경기)
- 최다 득점 선수: 페르난두 고메즈 (리그 318골)
- 최다 경기 지휘 감독: 주제 마리아 페드로투 (236경기)
- 총 트로피 개수: 국제대회 7개, 국내대회 62개, 지역대회 101개

## 경기장

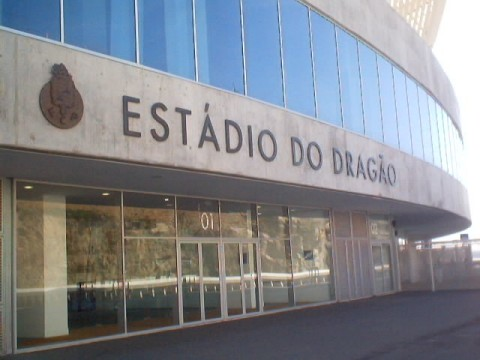
경기장 주 출입구

포르투의 홈 경기는 용의 경기장 (Estádio do Dragão)에서 열린다. 2003년에 구(舊) 홈구장 이스타디우 다스 안타스를 대체함과 동시에 UEFA 유로 2004 개최를 목적으로 건설되었다. 이스타디우 드 드라강은 전 좌석으로 50,033명을 수용한다. 경기장의 이름은 왕정 시대의 도시 휘장에 용이 그려진 데에서 유래되었으며, 포르투 서포터들을 뜻하기도 한다.
마누엘 살가두에 의해 설계되고 아모림 그룹에 의해 건설되었으며, €97,755,318가 소비되었고, €18,430,956는 포르투갈 세금으로부터 왔다. 가격 부담을 줄이기 위해, 각 스탠드는 한두개의 스폰서 이름을 가지고 있다: EDP (남쪽 스탠드), TMN/ SAPO ADSL (동쪽 스탠드), PT/ meo (서쪽 스탠드), 코카-콜라 (북쪽 스탠드). 원정 팬들은 북쪽 스탠드 좌측 코너에 배치되며, 포르투 서포터 ("슈퍼드래곤/ SuperDragões"과 "콜렉티부 울트라즈 95/ Colectivo Ultras 95")가 양쪽 스탠드에 배치된다. 원래 이 서포터들은 남쪽에 같이 배치되었다.
새 종합 아레나가 경기장 인근에 완공되었고, 이곳에서 국가대표로 자주 차출되는 FC 포르투의 핸드볼, 농구팀들의 경기와 세계 최고의 롤러 하키팀 경기를 이곳에서 가진다. 포르투의 선수나 서포터는 "포르투인" (Portistas)이나 "용" (Dragões)으로 불린다.

### 박물관
FC 포르투는 각각 20개가 넘는 컵과 트로피를 경기장 내에 있는 박물관에 보관하고 있다. 경기장은 아직까지 일반인들에게 공개되지 않고 있으나 추후에 개방될 것이다. 상업적으로, 클럽은 "루자 아줄" (Loja Azul, 푸른 가게)가 용품 공급 업체인 나이키매장 두 곳을 포함하여 도시 곳곳에 위치하고 있다. 1994년 이래로, 포르투매니아 라고 불리는 시장이 FC 포르투의 프리시즌에 열리며, FC 포르투는 유럽에서 가장 오래된 클럽 관련 출판물을 낸다: 60페이지 짜리 올컬러 잡지 "드라곤즈" (Dragões)는 1980년대 초부터 존재하였다.

## 현재 선수 명단
2025년 6월 5일 기준
참고: FIFA 자격 규정에 따라 소속된 국가대표팀 국기를 표시합니다. 선수는 복수의 FIFA 비회원국 국적을 가지고 있을 수 있습니다.
| 번호 | 포지션 | 국적       | 이름              |
| ---- | ------ | ---------- | ----------------- |
| 3    | DF     | 포르투갈   | 티아구 잘로       |
| 5    | DF     |            | 이반 마르카노     |
| 7    | FW     |            | 윌리엄 고메스     |
| 11   | FW     |            | 페페              |
| 12   | DF     | 나이지리아 | 자이두 사누시     |
| 13   | FW     |            | 가우에누          |
| 14   | GK     | 포르투갈   | 클라우디우 하무스 |
| 20   | MF     | 포르투갈   | 앙드레 프랑쿠     |
| 22   | MF     |            | 알란 바렐라       |
| 23   | FW     | 포르투갈   | 주앙 마리우       |
| 24   | DF     |            | 네우엔 페레스     |

| 번호 | 포지션 | 국적     | 이름              |
| ---- | ------ | -------- | ----------------- |
| 94   | GK     |          | 사무에우 포르투갈 |
| 99   | GK     | 포르투갈 | 디오구 코스타     |

### 임대 선수 명단
참고: FIFA 자격 규정에 따라 소속된 국가대표팀 국기를 표시합니다. 선수는 복수의 FIFA 비회원국 국적을 가지고 있을 수 있습니다.
| 번호 | 포지션 | 국적     | 이름                                   |
| ---- | ------ | -------- | -------------------------------------- |
| 4    | DF     | 포르투갈 | 디오구 레이치 (우니온 베를린으로 임대) |
| 6    | MF     | 세네갈   | 마마두 룸 (레딩으로 임대)              |
| 15   | MF     | 포르투갈 | 카라사 (질 비센트로 임대)              |

| 번호 | 포지션 | 국적       | 이름                             |
| ---- | ------ | ---------- | -------------------------------- |
| 21   | MF     | 포르투갈   | 호마리우 바루 (카사 피아로 임대) |
| 31   | DF     | 기니비사우 | 나누 (FC 댈러스로 임대)          |
| 60   | DF     | 포르투갈   | 토마스 에스테베스 (피사로 임대)  |

## 역대 감독
| 감독                   | 임기      |
| ---------------------- | --------- |
| 알레한드로 스코펠리    | 1948~1949 |
| 페르디난트 다우치크    | 1959~1960 |
| 오르트 죄르지          | 1960~1962 |
| 플라비우 코스타        | 1965~1966 |
| 토미 도허피            | 1970~1971 |
| 페르난도 리에라        | 1972~1973 |
| 벨라 구트만            | 1973      |
| 아이모레 모레이라      | 1974~1975 |
| 브란코 스탄코비치      | 1975~1976 |
| 아르투르 조르즈        | 1984~1987 |
| 토미슬라브 이비치      | 1987~1988 |
| 아르투르 조르즈        | 1989~1991 |
| 토미슬라브 이비치      | 1993~1994 |
| 바비 롭슨              | 1994~1996 |
| 안토니오 올리베이라    | 1996~1998 |
| 페르난두 산투스        | 1998~2001 |
| 주제 모리뉴            | 2002~2004 |
| 루이지 델네리          | 2004      |
| 빅토르 페르난데스      | 2004~2005 |
| 안드레 빌라스보아스    | 2010~2011 |
| 비토르 페레이라        | 2011~2013 |
| 파울로 폰세카          | 2013~2014 |
| 루이스 카스트루 (대행) | 2014      |
| 훌렌 로페테기          | 2014~2016 |
| 주제 페레이루          | 2016      |
| 누누 이스피리투 산투   | 2016~2017 |
| 세르지우 콘세이상      | 2017~2024 |
| 비토리 브루노          | 2024 ~    |

## 주식회사
1998년, 공공으로 넘어간 이후, 포르투는 몇기의 위성회사를 세워 클럽 운영 효율을 높였다.
- FC 포르투 (FCPorto) - 유소년 축구단, 핸드볼, 롤러 하키, 육상, 클럽 잡지 등
- FC 포르투 (FCPorto) - 축구부, 농구부 (프로 축구/ 농구팀) 운영
- 포르투 이스타디우 (PortoEstádio) - 이스타디우 두 드라강 관리
- 포르투 커머셜 (PortoComercial) - 마케팅
- 포르투 세구루 (PortoSeguro) - 보험

FC 포르투 SAD는 리스본의 유로넥스트 주식에 등록되어 있다.